# 馮曦妤
馮曦妤（1983年12月14日—），原名馮翠樺，香港女歌手兼作詞人，以歌聲清脆而著名。

## 簡歷
馮曦妤在16歲時經朋友介紹下加入陳光榮的錄音室，開始參與電影的配樂以及和音演唱的幕後工作，並牽起她對音樂的濃厚興趣。2000年，她加盟Click Music成為旗下唱作人，自此便全心投入音樂創作行列，期間她完成的廣告配唱多達200首，亦為多套夢工場動畫電影擔任Vocal Producer的工作。
馮曦妤在2002年的著名港產警匪片《無間道》中哼唱了《再見…警察》等經典曲目。2003年，她以Fiona Fung的名義，憑一曲英文廣告歌而開始廣被認識，此曲亦是容祖兒的《我的驕傲》及《揮着翅膀的女孩》的原曲，該曲更被日本歌手藤田惠美翻唱。她另一首知名歌曲，是無綫電視劇集《當四葉草碰上劍尖時》主題曲，亦曾被香港組合歌手2R及Cookies翻唱過。其續集《赤沙印記@四葉草.2》的主題曲亦是由她主唱。另外，她曾經以粵語演唱康泰旅行社以及黑人牙膏的廣告歌。
正因為馮曦妤初時做幕後工作，而且作風低調，甚少露面及公開表演，所以連其中文姓名也鮮為人知。她於2007年決定由幕後轉至幕前，並以「馮曦妤」作為藝名於2008年加盟SONY BMG進軍樂壇。
轉至幕前之前，她並沒有個人唱片，只有及收錄於雜錦碟，另一首由她填詞及主唱的英文作品《Forever Friends》則收錄於精選專輯《True Colors》。
2008年11月20日，馮曦妤推出首張個人專輯《A Little Love》，除了收錄幾首中文流行曲外，亦收錄了過往的廣告及戲劇歌曲。
2010年6月10日，推出第二張個人專輯《Sweet Melody》。
2019年10月，在社交平台宣布答應與男友Leon結婚。

## 音樂作品

### 單曲
- Shining Friends（電視劇《當四葉草碰上劍尖時》主題曲）
- Find Your Love（電視劇《赤沙印記@四葉草.2》主題曲）
- True Colors（翻唱）
- Starfish
- A Little love
- 在雨中（「音樂永續」作品，翻唱劉家昌、尤雅歌曲）
- 難忘您（「音樂永續」作品，翻唱許冠傑歌曲）

### 派台歌曲成績
| 派台歌曲成績（四台） | 派台歌曲成績（四台）   | 派台歌曲成績（四台） | 派台歌曲成績（四台） | 派台歌曲成績（四台） | 派台歌曲成績（四台） | 派台歌曲成績（四台）                        | 派台歌曲成績（四台）                        |
| -------------------- | ---------------------- | -------------------- | -------------------- | -------------------- | -------------------- | ------------------------------------------- | ------------------------------------------- |
| 大碟                 | 歌曲                   | 903                  | RTHK                 | 997                  | TVB                  | 備註                                        | 備註                                        |
| 2008年               |                        |                      |                      |                      |                      |                                             |                                             |
| A Little Love        | 陽光‧雨                | 12                   | 7                    | -                    | 3                    |                                             |                                             |
| A Little Love        | 幸運兒                 | -                    | 17                   | 8                    | 3                    |                                             |                                             |
| 2009年               |                        |                      |                      |                      |                      |                                             |                                             |
| Sweet Melody         | U Are My Everything    | -                    | 15                   | 5                    | 9                    | Featuring 陳柏宇                            | Featuring 陳柏宇                            |
| 2010年               |                        |                      |                      |                      |                      |                                             |                                             |
| Sweet Melody         | 如果…陽光              | 7                    | 3                    | 12                   | ×                    | 重唱陽光檸檬茶廣告歌曲                      | 重唱陽光檸檬茶廣告歌曲                      |
| Sweet Melody         | 遠視                   | 7                    | 3                    | -                    | ×                    |                                             |                                             |
|                      | 因你而起               | -                    | -                    | -                    | ×                    |                                             |                                             |
| 2012年               |                        |                      |                      |                      |                      |                                             |                                             |
|                      | 每天醒來第一件會做的事 | -                    | -                    | -                    | -                    |                                             |                                             |
| 2014年               |                        |                      |                      |                      |                      |                                             |                                             |
|                      | For You                | 19                   | 6                    | 3                    | -                    | Pizza Hut 黃金芝脆扭紋批 瑞士芝心鍋廣告歌曲 | Pizza Hut 黃金芝脆扭紋批 瑞士芝心鍋廣告歌曲 |
| 派台歌曲成績（五台） |                        |                      |                      |                      |                      |                                             |                                             |
| 唱片                 | 歌曲                   | 903                  | RTHK                 | 997                  | TVB                  | ViuTV                                       | 備註                                        |
| 2021年               |                        |                      |                      |                      |                      |                                             |                                             |
|                      | 難忘你                 | -                    | -                    | ×                    | -                    | -                                           | 「音樂永續」作品 翻唱許冠傑歌曲             |

| 各台冠軍歌總數 | 各台冠軍歌總數 | 各台冠軍歌總數 | 各台冠軍歌總數 | 各台冠軍歌總數 | 各台冠軍歌總數    | 各台冠軍歌總數    | 各台冠軍歌總數 |
| -------------- | -------------- | -------------- | -------------- | -------------- | ----------------- | ----------------- | -------------- |
| 四台a          | 903            | RTHK           | 997            | TVB            | 備註              | 備註              | 備註           |
| 四台a          | 0              | 0              | 0              | 0              | 四台冠軍歌總數：0 | 四台冠軍歌總數：0 |                |
| 五台b          | 903            | RTHK           | 997            | TVB            | ViuTV             | 備註              |                |
| 五台b          | 0              | 0              | 0              | 0              | 0                 | 五台冠軍歌總數：0 |                |

- （×）沒有派往該台
- （*）表示仍在榜上
- ^  注解a：包括2021年後的冠軍歌曲
- ^  注解b：2021年起

### 電影配樂
| 年份   | 電影           |
| ------ | -------------- |
| 2001年 | 《史力加》     |
| 2002年 | 《無間道》     |
| 2003年 | 《反斗靈貓》   |
| 2004年 | 《史力加2》    |
| 2005年 | 《荒失失奇兵》 |
| 2006年 | 《沖出水世界》 |

### 廣告配樂
| 年份   | 歌曲                 | 廣告                                       |
| 2002年 | Proud Of You         | 泓景臺樓盤廣告曲                           |
| 2003年 | Seu am You           | Pentene milky treatment洗髮露廣告歌        |
| 2005年 | Shine Of The Century | 渣甸山名門樓盤廣告曲                       |
| 2006年 | A Wonderful Day      | 1-day Acuvue廣告歌                         |
| 2006年 | More Than Light      | 中華電力廣告歌                             |
| 2006年 | Special Crew         | 麥當勞廣告曲                               |
| 2007年 | 我在那一角落患過傷風 | 步步高音樂手機廣告曲                       |
| 2007年 | Fun For Sharing      | Canon SELPHY 相片打印機廣告歌              |
| 2008年 | MTR Love Story       | 港鐵公司廣告曲                             |
| 2008年 | Forever Friends      | 嵐岸樓盤廣告曲                             |
| 2008年 | U Are My Everything  | 道地綠茶廣告曲                             |
| 2008年 | 遙遠的...            | 奇華嫁囍禮餅廣告歌                         |
| 2008年 | 不老的傳說           | 聖安娜月餅廣告歌                           |
| 2010年 | 如果·陽光            | 陽光檸檬茶廣告曲                           |
| 2010年 | Just Be Yourself     | 麥當勞廣告曲                               |
| 2010年 | Joyful Day           | Swipe清潔用品廣告歌                        |
| 2010年 | Little Johnny        | Canon LEGRIA HFM31 全高清攝錄機廣告歌      |
| 2010年 | Childhood            | 寶潔中國20周年廣告歌                       |
| 2010年 | 世界的...我的        | 交通銀行信用卡廣告歌                       |
| 2010年 | Athena               | 萬利達音樂手機廣告歌                       |
| 2011年 | Happy Fish           | 海洋公園夢幻水都廣告歌                     |
| 2011年 | 千載不變             | 大家樂至愛一哥焗豬扒飯廣告歌               |
| 2012年 | Joyful Day           | 百佳佳之選締造更美滿廣告歌                 |
| 2013年 | For You              | Pizza Hut黃金芝脆扭紋批 瑞士芝心鍋廣告歌曲 |

### 填詞作品
| 年份   | 歌手                                   | 歌曲                                                                                              | 收錄專輯                                         | 備註                               |
| 2002年 | 車婉婉                                 | 我未夠秤                                                                                          | 車婉婉專輯《我未夠秤》                           |                                    |
| 2002年 | 陳文媛                                 | 慶祝                                                                                              | 陳文媛專輯《Bounce》                             |                                    |
| 2002年 | E-kids                                 | 開始戀愛                                                                                          | E-kids專輯《E-Kids Diary》                       |                                    |
| 2003年 | E-kids                                 | 倉鼠俱樂部                                                                                        | E-kids專輯《Smile》                              |                                    |
| 2005年 | 鄭伊健                                 | 隨時候命                                                                                          | 群星專輯《男人魅》                               |                                    |
| 2005年 | Twins                                  | 救生圈 狂想曲                                                                                     | Twins專輯《Samba!》                              |                                    |
| 2006年 | Twins                                  | 尋寶                                                                                              | Twins專輯《一時無兩》                            |                                    |
| 2006年 | 鄭伊健                                 | JS精彩感覺 感官世界                                                                               |                                                  |                                    |
| 2006年 | 周麗淇                                 | 問號先生                                                                                          | 周麗淇專輯《Nikikaka》                           |                                    |
| 2006年 | 馮曦妤                                 | Forever Friends                                                                                   | 馮曦妤專輯《A Little Love》                      |                                    |
| 2007年 | 陳柏宇                                 | 認命                                                                                              | 陳柏宇專輯《First Experience》                   |                                    |
| 2007年 | 陳柏宇                                 | 永久保存                                                                                          | 陳柏宇專輯《First Experience》（永久保存珍藏版） |                                    |
| 2007年 | 周柏豪                                 | 六天                                                                                              | 周柏豪專輯《Beginning》                          |                                    |
| 2008年 | 陳柏宇                                 | I Miss You （國）                                                                                 | 陳柏宇專輯《Change》                             |                                    |
| 2008年 | 周柏豪                                 | 傻小子                                                                                            | 周柏豪專輯《Continue》                           |                                    |
| 2008年 | 馮曦妤                                 | 陽光．雨 遙遠的… 火星原居民 隻眼閉 小傷口 在你身邊 一點點的回憶 A Little Love 避風港 不做你的情人 | 馮曦妤專輯《A Little Love》                      |                                    |
| 2008年 | 馮曦妤                                 | 幸運兒                                                                                            | 馮曦妤專輯《A Little Love》                      | 電視劇《師父·明白了》插曲          |
| 2009年 | 周柏豪                                 | Lovin' You 夠鐘                                                                                   | 周柏豪專輯《Follow》                             |                                    |
| 2009年 | 馮曦妤featuring 陳柏宇                 | U Are My Everything                                                                               |                                                  | Anders Lee、馮曦妤合填             |
| 2009年 | 陳柏宇                                 | Imaginary Love                                                                                    | 陳柏宇專輯《Can't Be Half》                      |                                    |
| 2009年 | 鄭伊健                                 | 幾多                                                                                              | 鄭伊健專輯《Friends For Life》（新曲+精選）      |                                    |
| 2009年 | 張學友                                 | 尋福                                                                                              |                                                  | 許介濱、馮曦妤合填                 |
| 2010年 | 周柏豪                                 | 最好不過                                                                                          | 周柏豪專輯《Remembrance》                        |                                    |
| 2010年 | 馮曦妤                                 | 細細個 愛情機器 逃不掉 天生不對 我們的隊友                                                        | 馮曦妤專輯《Sweet Melody》                       |                                    |
| 2010年 | 舒淇                                   | 卡門 再見 快樂吧                                                                                  | 《精武風雲．陳真》電影原聲帶                     | 《精武風雲．陳真》電影主題曲、插曲 |
| 2011年 | 張學友                                 | 無聲的吉他                                                                                        |                                                  | 《不再讓你孤單》電影插曲           |
| 2012年 | 陳偉霆 Feat. 泳兒                      | 我是誰                                                                                            | 陳偉霆專輯《Pop It Up》                          | Rap詞部分                          |
| 2012年 | 馮曦妤                                 | 每天醒來第一件會做的事                                                                            |                                                  | 國語填詞作品，兼親自作曲           |
| 2013年 | 馮曦妤                                 | For You                                                                                           |                                                  |                                    |
| 2015年 | 陳柏宇                                 | 走到尾                                                                                            | 陳柏宇專輯《Escape》                             |                                    |
| 2016年 | 周柏豪                                 | 不可能                                                                                            |                                                  |                                    |
| 2016年 | 許懷欣 Feat. Pollie@小塵埃             | Hear Me                                                                                           |                                                  |                                    |
| 2017年 | 陳綺貞                                 | 討厭喜歡你                                                                                        |                                                  | 《喜歡．你》電影片尾曲             |
| 2017年 | 朱雋言                                 | 住在地球曬夕陽                                                                                    |                                                  | 《喜歡．你》電影片尾曲             |
| 2017年 | E-KIDS                                 | 終止戀愛                                                                                          |                                                  |                                    |
| 2018年 | 容祖兒、張敬軒                         | Make a Beat                                                                                       |                                                  | 陳耀森、馮曦妤、朱雋言合填         |
| 2018年 | 鄭伊健、陳小春、謝天華、錢嘉樂、林曉峰 | 一起衝一起闖                                                                                      |                                                  | 馮曦妤、陳光榮、朱雋言合填         |
| 2018年 | 黃劍文                                 | I Think It's Magic                                                                                |                                                  |                                    |
| 2019年 | 連詩雅                                 | 過路人                                                                                            |                                                  |                                    |
| 2019年 | 容祖兒、張敬軒                         | Feel The Heat                                                                                     |                                                  | 馮曦妤、朱雋言合填                 |
| 2019年 | 陳凱詠feat. 肥仔@error                 | 困獸鬥                                                                                            |                                                  | 肥仔@error Rap合填                 |
| 2021年 | 鄭伊健                                 | Stronger                                                                                          |                                                  |                                    |

### 和音作品
| 年份   | 歌手         | 歌曲                                                | 收錄專輯                                |
| 2001年 | 車婉婉       | 彩色世界 欠你一吻                                   | 車婉婉專輯《Simply》                    |
| 2001年 | 鄭伊健       | 太陽出來了                                          | 鄭伊健專輯《Myself》                    |
| 2002年 | 陳文媛       | 慶祝                                                | 陳文媛專輯《Bounce》                    |
| 2002年 | E-kids       | 開始戀愛                                            | E-kids專輯《E-Kids Diary》              |
| 2003年 | 成 龍、Twins | 變變變                                              | Twins專輯《Touch Of Love》（第二版）    |
| 2003年 | 郭富城       | 水手裝與機關槍                                      | 郭富城專輯《In The Still Of The Night》 |
| 2003年 | 陳慧琳       | 嫁妝                                                | 陳慧琳專輯《Red》                       |
| 2004年 | 陳慧琳       | 閣樓                                                | 陳慧琳專輯《Stylish Index》             |
| 2004年 | 陳慧琳       | Love Paradise                                       | 陳慧琳專輯《Stylish Index》             |
| 2004年 | 陳慧琳       | 前所未見                                            | 陳慧琳專輯《Stylish Index》             |
| 2004年 | 陳慧琳       | 紅絲帶                                              | 陳慧琳專輯《Grace And Charm》           |
| 2004年 | 方力申       | 零藉口                                              | 小說配樂專輯《只能談情 不能說愛》       |
| 2004年 | 古巨基       | 借一秒                                              | 小說配樂專輯《只能談情 不能說愛》       |
| 2004年 | 林嘉欣       | 得人驚                                              | 合輯《愛唱主題曲》                      |
| 2004年 | 鄭伊健       | 內傷                                                | 鄭伊健專輯《Discover》                  |
| 2005年 | Twins        | 救生圈 狂想曲 一點一滴                              | Twins專輯《Samba!》                     |
| 2006年 | Twins        | 幼稚園 尋寶                                         | Twins專輯《一時無兩》                   |
| 2006年 | 周麗淇       | 問號先生                                            | 周麗淇專輯《Nikikaka》                  |
| 2006年 | 周麗淇       | 酸甜                                                | 周麗淇專輯《Nikikaka》                  |
| 2006年 | 周麗淇       | 問號先生 Remix - "太陽伯伯，你去咗邊？"             | 周麗淇專輯《Nikikaka》                  |
| 2007年 | 容祖兒       | 陪我長大                                            | 容祖兒專輯《Glow》                      |
| 2008年 | 容祖兒       | 陪我長大（國）                                      | 容祖兒專輯《Love Joey Love Four》       |
| 2008年 | 陳柏宇       | I Miss You （國） I Miss You （Late Night Version） | 陳柏宇專輯《Change》                    |

### 唱片
- 《A Little Love》（新曲+Demo）出版日期：2008年11月20日

1. The Glorious Death
2. 陽光·雨
3. More Than Light
4. 遙遠的...
5. A Wonderful Day
6. 火星原居民
7. 隻眼閉
8. Hidden Romance
9. 幸運兒
10. Fun For Sharing
11. Proud Of You
12. 我在那一角落患過傷風
13. Shining Friends
14. 再見---警察
15. Forever Friends
16. Shine Of The Century
17. 小傷口
18. 在你身邊
19. 救生圈
20. 一點點的回憶
21. Flow
22. I Love Sunshine
23. A Little Love
24. Free
25. 避風港
26. Special Crew
27. 不做你的情人

- 《Sweet Melody》（新曲+Demo）出版日期：2010年6月10日

1. Prelude
2. 如果...陽光
3. Just Be Yourself
4. Joyful Day
5. 細細個
6. Childhood
7. 遠視
8. Happy Time
9. 我在夢中見過你
10. U Are My Everything
11. 幸せ笑顔
12. Little Johnny
13. 愛情機器
14. 逃不掉
15. 世界的...我的
16. 天生不對
17. 我們的隊友
18. Regret
19. You Are My Everything
20. Athena

## 其他演出

### 電視劇集
- 2008年7月12日：無綫電視單元劇《盛裝舞步愛作戰》第5集 飾 售貨員（客串）

### 電視節目
- 2009年9月10日：無綫電視「勁歌金曲」
- 2009年12月24日：無綫電視「勁歌金曲」
- 2010年5月23日：香港電台「C+音樂 第5集」
- 2010年6月6日：亞洲電視「亞洲星光大道」
- 2010年6月15日：亞洲電視「時尚生活Guide」
- 2010年6月30日：香港有線電視「攻星計」
- 2010年7月4日：亞洲電視「娛樂紅人館」
- 2010年7月23-24日：亞洲電視「今夜星光燦爛」
- 2010年8月15日：亞洲電視「亞洲星光大道」
- 2010年11月1-4日：香港有線電視「大流行」
- 2010年11月12-13日：亞洲電視「今夜星光燦爛」
- 2010年12月26日：亞洲電視「亞洲星光大道」
- 2012年：東方衛視「聲動亞洲」- 32強

### 活動及傳媒專訪
- 2004年7月31日：九龍灣國際展貿中心展貿廳「小春x伊健好兄弟音樂會」表現嘉賓
- 2009年7月12日：葵涌新都會廣場「北海道‧星級盛會」表現嘉賓
- 2010年3月4-6日：紅磡體育館「鄭伊健Beautiful Day 2011演唱會」表演嘉賓
- 2010年5月29日：「第十五屆十大電視廣告頒獎典禮」領獎暨表演嘉賓
- 2010年6月11日：九龍灣國際展貿中心展貿廳「Fiona Fung Live 2010」
- 2010年8月14日：九龍灣國際展貿中心展貿廳「陳柏宇x馮曦妤mini live音樂會」
- 2010年11月19-20日：香港藝術中心壽臣劇院「Sweet Sweet Melodies Live」首個個人音樂會
- 2010年12月17日：香港展覽中心「Yahoo!搜尋人氣大獎2010」頒獎典禮
- 2011年7月21日：九龍香格里拉酒店B1粉嶺廳「2011 TVB最受歡迎廣告頒獎典禮」
- 2012年6月16日：「Scania 2012年駕駛挑戰賽頒獎禮」表演嘉賓

### 電台訪問
- 2008年4月2日：接受香港商業電台叱咤903節目《叱咤樂壇》訪問
- 2008年5月8日：接受香港電台節目《Gimme 5》訪問
- 2010年3月28日：接受香港電台節目《有趣星星星》訪問
- 2010年7月7日：接受香港電台節目《Gimme 5》訪問
- 2012年6月26日：接受叱咤903節目《叱咤樂壇》訪問
- 2014年1月7日：接受叱咤903節目《叱咤樂壇》訪問
- 2014年1月16日：接受香港電台節目《Made in Hong Kong 李志剛》訪問

## 獲得獎項
- 2008年
  - 兒歌金曲頒獎典禮：十大兒歌金曲《陽光·雨》
  - 新城勁爆兒歌頒獎禮：新城勁爆兒歌《陽光·雨》
  - 十大勁歌金曲頒獎典禮：最受歡迎女新人－銅獎
  - Yahoo!搜尋人氣大獎：樂壇新勢力（女歌手）

- 2009年
  - 第六屆勁歌王年度總選頒獎典禮：最有前途新人獎

- 2010年
  - 第十五屆十大電視廣告頒獎典禮：最佳電視廣告歌曲大獎《如果…陽光》
  - 第七屆勁歌王年度總選頒獎典禮：最受歡迎廣告歌《如果…陽光》
  - Yahoo!搜尋人氣大獎：Yahoo!搜尋人氣廣告歌《如果…陽光》

- 2011年
  - 香港數碼音樂獎2010：最高次數下載MV《如果…陽光》
  - 香港數碼音樂獎2010：最高次數接駁鈴聲歌曲《如果…陽光》
  - 香港數碼音樂獎2010：最高次數原音鈴聲歌曲《如果…陽光》
  - TVB最受歡迎電視廣告大獎 最受歡迎電視廣告歌曲《如果…陽光》

## 外部連結
- 馮曦妤的Facebook專頁
- 馮曦妤的Instagram帳戶
- 馮曦妤的新浪微博
- YouTube上的馮曦妤頻道

- . （原始内容存档于2011-07-21）. （页面存档备份，存于）
- .   [2008-06-19]. （原始内容存档于2011-11-13）. （页面存档备份，存于）